# Rhododendron cinchoniflorum
Rhododendron cinchoniflorum är en ljungväxtart som beskrevs av Herman Otto Sleumer. Rhododendron cinchoniflorum ingår i släktet rododendron, och familjen ljungväxter. Inga underarter finns listade i Catalogue of Life.